# Mistrovství Evropy v boxu žen 2022
XIII. mistrovství Evropy žen v boxu proběhlo v Budvě, Černá Hora ve dnech 14. až 22. října 2022. Organizátorem turnaje mistrovství Evropy byla European Boxing Confederation (EUBC).

## Česká stopa
Šéftrenér reprezentace: Radek Seman, trenér reprezentace: Michal Soukup
Na mistrovství Evropy startovalo za Česko 5 boxerek:
- −52 kg: Nela Freiherrová (* 1992) z BC Ostrava
- −54 kg: Claudia Tótová (* 2003) z BC Poruba
- −57 kg: Kateřina Čavajdová (* 1998) z Kutil Gym Praha
- −60 kg: Lenka Bernardová (* 2001) z BC Star Plzeň
- −81 kg: Iveta Čadová (* 2001) z BC Veselí nad Lužnicí

## Výsledky
| Ženy   | Zlato                        | Stříbro                      | Bronz                       | Bronz                           |
| ------ | ---------------------------- | ---------------------------- | --------------------------- | ------------------------------- |
| –48 kg | Sevda Asenovová (BUL)        | Roberta Bonattiová (ITA)     | Shannon Sweeneyová (IRL)    | Demiejade Resztanová (ENG)      |
| –50 kg | Busenaz Çakıroğluová (TUR)   | Caitlin Fryersová (IRL)      | Giordana Sorrentinová (ITA) | Anachanim Ismajilovová (AZE)    |
| –52 kg | Teťana Kobová (UKR)          | Venelina Poptolevová (BUL)   | Olena Savčuková (ITA)       | Emma Jokiahová (FIN)            |
| –54 kg | Anastasija Kovalčuková (UKR) | Bojana Gojkovićová (MNE)     | Stanimira Petrovová (BUL)   | Jekatěrina Syčevová (ARM)       |
| –57 kg | Irma Testaová (ITA)          | Svetlana Stanevová (BUL)     | Michaela Walshová (IRL)     | Olga Papadatosová (GRE)         |
| –60 kg | Kelly Harringtonová (IRL)    | Lenka Bernardová (CZE)       | Donjeta Sadikuová (KOS)     | Ana Starovoitovová (LTU)        |
| –63 kg | Amy Broadhurstová (IRL)      | Teťana Kobová (UKR)          | Sara Beramová (CRO)         | Sona Arutjunjanová (ARM)        |
| –66 kg | Stefanie von Bergeová (GER)  | Aneta Rygielská (POL)        | Jelena Janićijevićová (SRB) | Busenaz Sürmeneliová (TUR)      |
| –70 kg | Ani Ovsepjanová (ARM)        | Christina Desmondová (IRL)   | Tamara Radunovićová (MNE)   | Melissa Geminiová (ITA)         |
| –75 kg | Aoife O'Rourkeová (IRL)      | Elżbieta Wójciková (POL)     | Love Holgerssonová (SWE)    | Anastasija Černokolenková (UKR) |
| –81 kg | Gabrielė Stonkutisová (LTU)  | Martyna Jancelewiczová (POL) | Raisa Piskunová (UKR)       | Tímea Nagyová (HUN)             |
| +81 kg | Marija Lovčynská (UKR)       | Ajnur Rzajevová (AZE)        | Şennur Demirová (TUR)       | Daria Kozorezová (MDA)          |

## Medailová bilance
V boxu se rozdělilo celkem 12 sad medailí.
| Pořadí | Stát              |       | Ženy    | Ženy  | Ženy | Celkem |
| Pořadí | Stát              | Zlato | Stříbro | Bronz |      | Celkem |
| ------ | ----------------- | ----- | ------- | ----- | ---- | ------ |
| 1.     | Irsko (IRL)       |       | 3       | 2     | 2    | 7      |
| 2.     | Ukrajina (UKR)    |       | 3       | 1     | 2    | 6      |
| 3.     | Bulharsko (BUL)   |       | 1       | 2     | 1    | 4      |
| 4.     | Itálie (ITA)      |       | 1       | 1     | 3    | 5      |
| 5.     | Arménie (ARM)     |       | 1       | 0     | 2    | 3      |
| 5.     | Turecko (TUR)     |       | 1       | 0     | 2    | 3      |
| 7.     | Litva (LTU)       |       | 1       | 0     | 1    | 2      |
| 8.     | Německo (GER)     |       | 1       | 0     | 0    | 1      |
| 9.     | Polsko (POL)      |       | 0       | 3     | 0    | 3      |
| 10.    | Ázerbájdžán (AZE) |       | 0       | 1     | 1    | 2      |
| 10.    | Černá Hora (MNE)  |       | 0       | 1     | 1    | 2      |
| 12.    | Česko (CZE)       |       | 0       | 1     | 0    | 1      |
| 13.    | Chorvatsko (CRO)  |       | 0       | 0     | 1    | 1      |
| 13.    | Anglie (ENG)      |       | 0       | 0     | 1    | 1      |
| 13.    | Finsko (FIN)      |       | 0       | 0     | 1    | 1      |
| 13.    | Řecko (GRE)       |       | 0       | 0     | 1    | 1      |
| 13.    | Maďarsko (HUN)    |       | 0       | 0     | 1    | 1      |
| 13.    | Kosovo (KOS)      |       | 0       | 0     | 1    | 1      |
| 13.    | Moldavsko (MDA)   |       | 0       | 0     | 1    | 1      |
| 13.    | Srbsko (SRB)      |       | 0       | 0     | 1    | 1      |
| 13.    | Švédsko (SWE)     |       | 0       | 0     | 1    | 1      |
| Celkem | Celkem            |       | 12      | 12    | 24   | 48     |